# Skohorn
Skohorn  er et hjælpemiddel til at iklæde sig sko.  Det anvendes ved at den brede ende føres ned i skoen under hælen, og så presser hælen ned og glider hælen let mod skohornets glatte  overflade, samtidig som skoens bagerste kant beskyttes mod friktion og skader.
Skohornets oprindelse er ukendt, men det kom først i brug i 1400-tallet.
I dag produceres skohornet almindeligvis i plastic eller metal men også i træ. I tidligere tider blev materialer som horn, elfenben, glas og sølv også anvendt.
I 2003 fik den hollandske mand Martien Tuithof Guinness verdensrekord for største samling af skohorn med over 1500 stykker.